# Château-ferme Flamang
Le château-ferme Flamang appelé aussi château de Provedroux ou château de Paul est un bâtiment classé situé à Provedroux dans la commune de Vielsalm en province de Luxembourg (Belgique).

## Localisation
Le château-ferme est situé le long de la rue principale du hameau ardennais de Provedroux, au no 25. La ferme Gesnot, autre bien classé, se situe dans la même rue au no 18.

## Historique
Ce bâtiment est érigé dans le premier tiers du XVIIIe siècle par l’écuyer originaire du lieu Julien de Paul (1675-1749) qui fit carrière au royaume de France sous Louis XIV comme entrepreneur aux côtés de Vauban. Les deux ailes menant à la rue sont réalisées en 1798 comme l’indique le millésime présent sur un portail en schiste ardoisier.

## Description
Ce château aux dimensions d'un manoir possède en façade cinq travées en double corps sur deux niveaux (un étage) enduits de couleur rose pâle. Chaque baie possède un encadrement en grès harpé et un linteau bombé. Le bâtiment comprend aussi quatre tours carrées de deux niveaux à toiture pyramidale en ardoises placées à chaque angle. La porte d'entrée est accessible par un perron. Une cour intérieure pavée se trouve entre le château, les dépendances blanchies et la grille d'accès en fer forgé de style Louis XIV et de réemploi. À droite du château, se trouve une ferme attenante composée de deux bâtiments agricoles blanchis construits vraisemblablement au cours du XIXe siècle.

## Classement et protection
Le Château-ferme "Flamang" (façades et toitures), n°25 et ensemble formé par ce château-ferme et le domaine qui l'entoure sont classés depuis le 4 novembre 1976 et repris sur la liste du patrimoine immobilier classé de Vielsalm.